# Kallio
Kallio (schwed. Berghäll) ist ein Stadtteil der finnischen Hauptstadt Helsinki mit knapp 18.000 Einwohnern. Er liegt in der Innenstadt etwa 1 km nordöstlich vom eigentlichen Zentrum. Offiziell besteht er aus den Teilgebieten Siltasaari, Linjat und Torkkelinmäki. Die sehr geläufige Bezeichnung Hakaniemi für den südlichen Teil Kallios ist nach der amtlichen Stadtgliederung inoffiziell. Außer dem Stadtteil (finn. kaupunginosa) Kallio gibt es einen Stadtbezirk (peruspiiri) namens Kallio, welcher zusätzlich das Teilgebiet Sörnäinen umfasst und rund 25.000 Einwohner hat.
Im 19. Jahrhundert und bis weit ins 20. Jahrhundert hinein war Kallio als Arbeiterviertel bekannt. Dieser Tradition entsprechend haben immer noch zahlreiche Gewerkschaften sowie die Sozialdemokratische Partei Finnlands ihr Hauptquartier dort. Ansonsten hat sich der Charakter des Stadtteils inzwischen stark verändert, und Kallio hat sich zu einem lebhaften und freizügigen Gebiet entwickelt, das sich vor allem bei Studenten und Künstlern großer Beliebtheit erfreut. Es gibt dort ein breiteres Angebot an kleinen Spezialläden – von islamischen Kopftuchgeschäften bis hin zu Sex-Shops – als anderswo in Finnland. Besonders bekannt ist Kallio für seine zahlreichen Bars und Kneipen, die im Gegensatz zu den eher gehobenen Lokalen des Zentrums eine etwas bohemische, dekadente Atmosphäre aufweisen.
Zu den Sehenswürdigkeiten des Stadtteils gehört unter anderem die von 1908 bis 1912 im nationalromantischen Stil erbaute Kirche von Kallio. Die im Jahr 1912 entstandene Pitkäsilta (Lange Brücke), die Kallio mit dem bürgerlichen Kruununhaka verbindet, gilt mit ihren aus der Zeit des finnischen Bürgerkriegs stammenden Einschusslöchern als Sinnbild der einstigen Feindschaft und der anschließenden Versöhnung zwischen Arbeitern und Bourgeoisie.
|  |  |  |